# Hoheluftbrücke (metropolitana di Amburgo)
Hoheluftbrücke è una fermata della metropolitana di Amburgo, sulla linea U3.